# Goon Moon
Goon Moon — американская рок-группа, основанная Джорди Уайтом и Крисом Госсом в 2005 году. Дебютный мини-альбом I Got a Brand New Egg Layin’ Machine был записан в 2005 году на лейбле Suicide Squeeze Records. Первый полноценный студийный альбом — Licker’s Last Leg — был записан в 2007 году на лейбле Ipecac Recordings. Стиль группы определяют как смесь экспериментального рока, психоделического рока и диско.

## Участники

### Постоянные
- Крис Госс (Kris Goss)
- Джорди Уайт (Jeordie White)
- Дэвид Хендерсон (David Henderson)

### Временные
- Зак Хилл (Zach Hill)
- Эдмунд Монсеф (Edmund Monsef)

## Дискография
- 2005 — I Got a Brand New Egg Layin’ Machine
- 2007 — Licker’s Last Leg